# フェルナンド・リックセン
フェルナンド・リックセン（Fernando Ricksen, 1976年7月27日 - 2019年9月18日）は、オランダ・ヘールレン出身のサッカー選手。元オランダ代表。ポジションは右SB及び右SH。苗字は「リクセン」とも表記される。

## 経歴

### クラブ

#### レンジャーズ
フォルトゥナ・シッタートとAZアルクマールを経て、2000年7月に移籍金375万ポンドでスコティッシュ・プレミアリーグの名門レンジャーズFCと契約。リッケンのレンジャーズでのスタートは決して順風満帆とはいえないものだった。2000年8月28日にセルティックFCとのオールドファーム（2-6敗北）で相手選手で同胞のボビー・ペッタ (en) に攻め込まれていたことで23分に交代させられ、それから半年後のオールドファーム（1-0敗北）では2度の警告により退場と、ダービー2試合で両試合ともに途中でピッチを後にしている。さらに、2000年11月の試合でダレン・ヤング (en) に対して蹴りを放った。この時点では審判から見逃されていたが、カメラにその行為が捉えられていたため5試合の出場停止が言い渡され、スコットランド・サッカー界でテレビの証拠に基づき遡及的に処罰された最初の選手となった。また、自身のウェブサイトでヤングの目を覚まさせる必要がある、と事前に示唆する書き込みがあったことも問題視された。
2001-02シーズン中にディック・アドフォカート監督からアレックス・マクリーシュ監督に交代後も変わらず起用され、スコティッシュカップとスコティッシュリーグカップの優勝に貢献。3冠を達成した2002-03シーズンも主要選手として公式戦46試合に出場し、全3得点のうち2得点をアウェイのハート・オブ・ミドロシアンFC戦で挙げている。3冠を達成した昨季に比べ、2003-04シーズンはバリー・ファーガソンとロレンツォ・アモルーゾを含む数選手の移籍により無冠に終わる一方でリックセンは、シーズンを通して幾つかの負傷と懲罰問題があったものの、公式戦で42試合に出場とチームにとって不可欠な選手だった。2003年10月のパナシナイコスFC戦前にジョン・F・マクレランド会長をプールに投げ飛ばすと、同週には夜遊び後にホテルのドアを壊したことで代表チームから禁止を言い渡され、2004年3月にリーグカップのハイバーニアンFC戦でデレック・リオーダンに対し肘打ちをしたことでスコットランドサッカー協会4試合の出場停止とレンジャーズから1万ポンドの罰金を科せられる等、ピッチ内外で問題を起こした。
2004-05シーズンは絶えず起用され公式戦で51試合9得点を記録し、クラブとしては劇的な最終節によりリーグ戦とリーグカップの2冠を達成。また、GKのステファン・クロス (en) の負傷後からシーズンの大半を主将として過ごし、シーズン終了後にクラブの最優秀選手賞のみならず、スコットランドPFA年間最優秀選手賞に共同で選出された。
2005-06シーズンは無冠どころか3位でシーズンを終える最悪なものだったが、UEFAチャンピオンズリーグ 2005-06でグループリーグを突破した。しかし、ビジャレアルCFとのベスト16では、2試合とも若手のアラン・ハットンが起用されたことで出番は訪れなかった。
翌2006-07シーズンは、シーズン前の合宿に向けた南アフリカへの出国便で客室乗務員と口論し、さらに飲酒をしたことで帰国させられたため、ポール・ル・グエン新監督の下での将来は不明なものとなった。

#### ゼニト
2006年8月11日、以前レンジャーズで指導を受けたアドフォカート監督率いるFCゼニト・サンクトペテルブルクへの期限付き移籍が決定。それから2週間後に親善試合のためアイブロックス・スタジアムへ一旦戻るも、クリス・バークへの無謀なタックルによりバークは負傷したことでブーイングされた。さらに1週間後には、試合中に同僚であり主将のウラディスラフ・ラディモフと乱闘する問題行動があったものの、11月28日にゼニトへの完全移籍が決定。しかし、2007年1月に再びラディモフと試合中に乱闘を起こしている。UEFAカップ 2007-08決勝が古巣のレンジャーズFCと対戦することとなり、両クラブで指導経験のあるアドフォカート監督の存在も相まって因縁の対決として取り上げられたが、出番は訪れなかった。2009年8月29日に双方合意で契約解除となり退団が決定した。

#### 晩年
2012年12月2日に1年以上の無所属期間を経て、プロキャリアを開始した古巣のフォルトゥナ・シッタートとシーズン終了までの契約を締結。2013年6月16日にプロキャリアに終止符を打つと共に兄弟の下でアマチュアクラブのRKSV Minorでプレイすることを発表した。

### 代表
ルイ・ファン・ハール監督の下、2000年11月15日のスペインとの親善試合 (1-2) でケヴィン・ホフラント（PSVアイントホーフェン）とパトリック・パーウベ（フェイエノールト）と共にオランダ代表初出場を飾り、88分後にポール・ボスフェルトと交代した。

### 私生活
2000年のクリスマスの朝に車が街灯柱に衝突させた事故が、飲酒運転だったために500ポンドの罰金と1年間の運転禁止を言い渡された。2003年10月に飲酒の末に暴行し7000ポンドの罰金。度重なる飲酒による事件から2004-05シーズンに自ら禁酒を課し、2006年7月の飲酒事件後に在宅治療のためクリニックに登録した。
2013年に筋萎縮性側索硬化症に罹患し、闘病生活に入っていることを明らかにしていたが、2019年9月18日朝に死去。死去の報はグラスゴー・レンジャーズFC公式サイトにて告知された。43歳没。

## タイトル
クラブ
フォルトゥナ・シッタート
- エールステ・ディヴィジ : 1994-95

AZアルクマール
- エールステ・ディヴィジ : 1997-98

レンジャーズFC
- スコティッシュ・プレミアリーグ : 2002-03, 2004-05
- スコティッシュカップ : 2001-02, 2002-03
- スコティッシュリーグカップ : 2001-02, 2002-03, 2004-05

FCゼニト・サンクトペテルブルク
- ロシアサッカー・プレミアリーグ : 2007
- ロシア・スーパーカップ : 2008
- UEFAカップ : 2007-08
- UEFAスーパーカップ : 2008

個人
- スコットランドPFA年間最優秀選手賞 : 2004-05